# Crucihimalaya
Crucihimalaya là chi thực vật có hoa trong họ Cải.